# ورتپورفین
ورتپورفین (انگلیسی: Verteporfin) نوعی مشتق بنزوپورفیرینی است که در چشم پزشکی در فرایند فوتوداینامیک تراپی برای حذف رگ‌های خونی غیرطبیعی در چشم انسان از جمله در برخی انواع دژنراسیون ماکولا به کار می‌رود. ورتپورفین برای درمان بیماری های چشمی خاص، از جمله دژنراسیون ماکولا، نزدیک بینی پاتولوژیک و هیستوپلاسموز احتمالی چشمی استفاده می شود. در ابتدا این دارو به بیمار داده می شود، سپس چشم با نور لیزر درمان می شوند. 

## طریقه استفاده از ورتپورفین
داروی ورتپورفین برای تزریق در ورید است. اولین مرحله درمان فتودینامیک (PDT) است. پزشک چشم شما را با قطره بی حس می کند و سپس یک لنز تماسی مخصوص روی چشم قرار می دهد. مرحله دوم شامل تابش نور لیزر به چشم شما برای بیش از یک دقیقه برای فعال کردن دارو است. لیزر از گرما استفاده نمی کند، بنابراین چشم شما را نمی سوزاند. اگر مشکلات بینایی شما عود کند، ممکن است یک دوره درمانی دیگر در 3 ماه داده شود.